# UHC Zuger Highlands
Der UHC Zuger Highlands (auch: Sportvereinigung Menzingen-Ägeri) ist ein Schweizer Unihockeyverein. Der Sitz des UHC Zuger Highlands ist Unterägeri.
Die Aktivitäten konzentrieren sich auf die Zuger Gemeinden Menzingen, Unterägeri, Oberägeri und Neuheim. Der Verein hat 15 Teams, davon 12 als Juniorenmannschaften, über 200 Mitglieder und ein Budget von CHF 70'000.

## Geschichte
Im März 1997 wurde aus den Bahehe Flyers Menzingen und dem UHC Ägeri die Zuger Highlands. Die beiden Nachbarvereine entschlossen sich zur Fusion, um auf nationaler Ebene an die Spitze zu gelangen. Dies gelang sowohl im Herren- als auch im Damenbereich. Als Höhepunkt konnte das Damenteam 2003 das Pokalfinale in Bern gewinnen.
Um den sportlichen und finanziellen Ansprüchen auch in Zukunft gerecht zu werden, wurden die Nationalliga A-Damen und die Nationalliga B-Herren im Frühling 2006 beim Dachverein Zug United angesiedelt.

## Aktivitäten
Der Verein organisiert verschiedene Veranstaltungen, an welchen seine Mitglieder aktiv teilnehmen. Als Beispiele können das Appenzell-Lager, die Prague Games, der Elite-Cup oder Rivella-Games aufgezählt werden. Selbst Länderspiele oder WM-Turniere werden von den Zuger Highlands durchgeführt.